# Andrea Calamech
Andrea Calamech (* 1524 in Carrara; † vor dem 9. Dezember 1589 in Messina) war ein italienischer Bildhauer und Architekt der Renaissance.

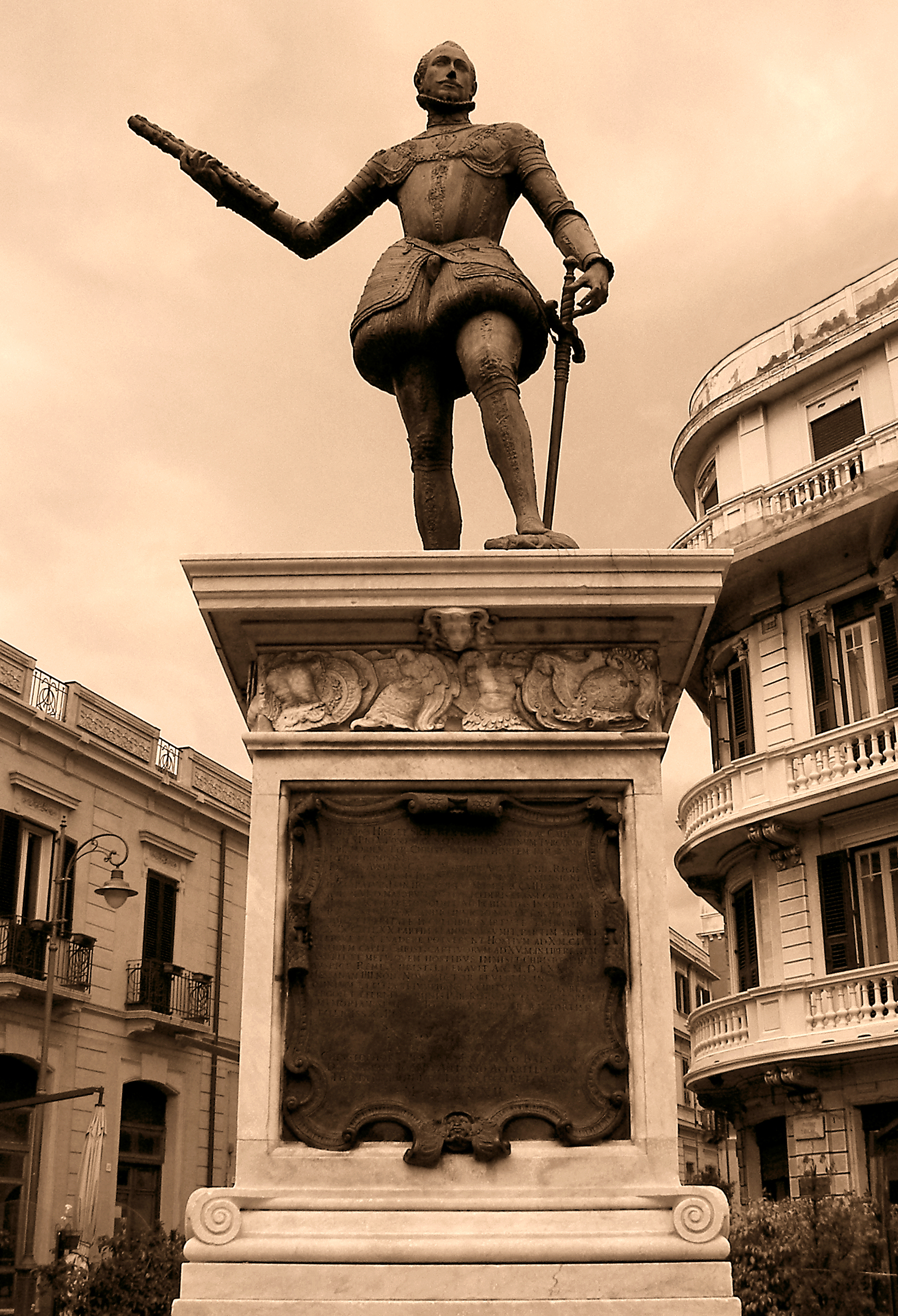
Andrea Calamech: Bronzedenkmal für Don Juan d’ Austria (Messina, Piazza Lepanto)

## Leben
Andrea Calamech war Mitglied einer aus Carrara stammenden Künstlerfamilie. Er war der Sohn eines  nicht weiter dokumentierten Lazzaro Calamech. Wohl in Carrara ausgebildet, wurde er 1537 „Capomastro“ (Vorarbeiter) am Dom von Orvieto.
Im Anschluss arbeitete er für Bartolomeo Ammannati in Florenz, wo er sich dem Stil der Florentiner Bildhauerschule annäherte.
1563 wurde er nach Messina als Baumeister und Bildhauer für die Kathedrale berufen, kehrte aber ein Jahr später nach Florenz zurück, wo er für die Trauerfeierlichkeiten für Michelangelo die zwei Skulpturen „Der Fleiß besiegt die Faulheit“ schuf.
1565 war er wieder in Messina, wo er  sich neben seinen bildhauerischen Arbeiten als Städteplaner und Architekt einen Namen machte. Seine bekanntesten Arbeiten als Architekt sind der Palazzo Grano (1563), der Palazzo Reale (1583), das Ospedale Civico und der Palazzo Senatorio in Messina, die sämtlich durch das große Erdbeben von 1908 zerstört wurden.

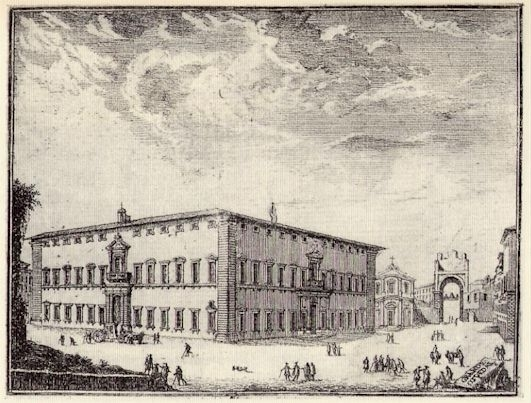
Andres Calamech: Ospedale Maggiore, Messina (1908 zerstört)

In seiner Werkstatt arbeiteten unter anderem sein Sohn Francesco Calamech (tätig in Messina 1565–1582) und der Schwiegersohn Rinaldo Bonanno.

## Werke (Auswahl)
- Piazza Lepanto (Messina; ursprünglicher Standort: Piazza dei Catalani): Bronzestatue des Don Juan d’ Austria (1572)
- Kathedrale von Messina: Bronzestatue des Heiligen Andreas, Taufstein aus Marmor
- Chiesa di San Gregorio (Messina): Architektonischer Entwurf
- Basilika di Santa Maria (Randazzo): Umbau der Kirche im Stil der Florentiner Renaissance
- Kathedrale (Roccavaldina): Marmorskulptur “Madonna della Grazie” (1566)
- Chiesa di San Bartolomeo (Rodì Milici): Statue des Apostels Bartolomäus
- Santuario della Madonna della Neve (Santa Lucia del Mela): Marmorstatue Erzengel Michael
- Santa Maria Assunta (Castroreale): Marmorskulptur „Apostel Jakobus der Ältere“
- Chiesa Santissimo Salvatore (Castroreale): Johannes der Täufer (1568)
- Museo Regionale di Messina: Marmorgrabdenkmal „Marchesi-Barresi“ Entwurf von Calamech, umgesetzt von Rinaldo Bonanno (aus der  Chiesa Santa Maria del Gesù)